# Senden (Ngawen)
Senden is een bestuurslaag in het regentschap Klaten van de provincie Midden-Java, Indonesië. Senden telt 2763 inwoners (volkstelling 2010).